# Katja Požun
Katja Požun, bivša slovenska smučarska skakalka, * 7. april 1993, Trbovlje. 
Katja je bivša članica kluba SK Zagorje in slovenske ženske skakalne reprezentance. 

## Tekmovalna kariera

### Celinski pokal, 2005-08
Na tekmah za kontinentalni pokal je premierno nastopila 16. februarja 2005 na tekmi v nemškem Breitenberg/Rastbuechlu kjer je zasedla 20. mesto. Od tedaj dalje je redno nastopala v tem takrat najmočnejšem ženskem skakalnem tekmovanju in bila vedno med boljšimi Slovenkami. V sezoni 2005-06 se je sicer redno uvrščala med dobitnice točk vendar ni segala po mestih med najboljšimi. Njena najboljša uvrstitev je bila deseto mesto na poletni tekmi v Klingenthalu. V zimskem tekmovanju pa je segla najvišje na domači prireditvi v Ljubnem kjer je bila štirinajsta. Tako je sezono zaključila na skupnem 27. mestu kot tretja najboljša Slovenka. V naslednji sezoni, to je bilo 2006-07, se je uvrščala bolj na mesta pri repu trideseterice in je tekmovanje zaključila na 38. mestu z zgolj 69 točkami in ponovno kot tretja Slovenka.
V sezoni 2007-08 je začela podobno kot prejšnjo, torej bolj na začelju dobitnic točk. Nato pa je svoje uvrstitve proti koncu sezone izboljšala in se začela uvrščati nekje okoli sredine trideseterice. Prvič se ji je tudi uspelo uvrstiti med prvo deseterico v zimskem delu in je sezono zaključila na 26. mestu ponovno kot tretja najboljša Slovenka.

### Bron na mladinskem SP 2008
V februarju 2008 je bilo organizirano skakalno mladinsko svetovno prvenstvo na Poljskem v Zakopanih. Tam je Požunova dne 28. februarja na tekmi posameznic zasedla tretje mesto in osvojila bronasto medaljo.

### Celinski pokal 2011 in prva zmaga
Po dolgo odsotnosti se je sredi leta 2011 vrnila na tekmovanja. Njene uvrstitve v kontinentalnem pokalu so bile prvo na prejšnji ravni, nato pa so se kmalu izboljšale. Tako je 29. novembra na tekmi v finskem Rovaniemiju najprej dosegla s tretjim mestom svoje prve stopnice, nato pa še prvo zmago. Zmagala je v sicer okrnjeni konkurenci pred še eno Slovenko, Špelo Rogelj.

### Svetovni pokal, 2011-16
Na tekmah svetovnega pokala je debitirala na sploh prvi tekmi svetovnega pokala v smučarskih skokih za ženske 3. decembra 2011 v Lillehammerju s sedmim mestom. V tej prvi sezoni se je redno uvrščala na mesta prve deseterice in tako so kmalu prišle tudi prve stopničke. Do tega je prišla 4. februarja 2012, ko je s tretjim mestom na tekmi v avstrijskem Hinzenbachu dosegla prvo uvrstitev na stopničke za slovensko reprezentanco v svetovnem pokalu. Sezono je zaključila kot najboljša Slovenka na 7. mestu s 422 osvojenimi točkami. 

#### Mladinsko SP 2012
Februarja 2012 se je udeležila svetovnega mladinskega prvenstva, ki je bilo v Turčiji v Erzurumu. Tam se ji nastop med posameznicami ni posrečil, bila je šele devetnajsta. Zato pa se je veselila ekipnega tretjega mesta in bronaste medalje v postavi skupaj s Uršo Bogataj, Emo Klinec in Špelo Rogelj.
Tudi v naslednji sezoni, 2012-13, je bila najbolje uvrščena Slovenka v svetovnem pokalu, ko je še za mesto izboljšala svojo končno uvrstitev iz prejšnjega leta in zasedla 6. mesto s 499 točkami. 

#### Dve medalji na MSP 2013
Januarja 2013 se je udeležila svojega zadnjega tekmovanja za mladinsko svetovno prvenstvo, ki je bilo tedaj v češkem Libercu. Dne 24. januarja je na tekmi posameznic zasedla 3. mesto in s tem osvojila bronasto medaljo. Naslednjega dne je na tekmi ekip skupaj s Uršo Bogataj, Emo Klinec in Špelo Rogelj zasedla prvo mesto ter se veselila prve zlate kolajne za ženske skoke.
Leta 2014 je nastopila na prvi tekmi za ženske v smučarskih skokih v zgodovini olimpijskih iger na srednji skakalnici in osvojila enajsto mesto. 
8. marca 2014 je na Holmenkollnu nad Oslom z drugim mestom dosegla dotedaj najboljšo slovensko žensko uvrstitev v svetovnem pokalu. Sezono 2013-14 je zaključila kot druga najboljša Slovenka na 12. mestu s 350 točkami.

## Dosežki v svetovnem pokalu

### Uvrstitve po sezonah
| Sezona  | Uvrstitev | Točk |
| ------- | --------- | ---- |
| 2011-12 | 7.        | 422  |
| 2012-13 | 6.        | 499  |
| 2013-14 | 12.       | 350  |
| 2014-15 | 25.       | 105  |
| 2015-16 | 23.       | 160  |

### Uvrstitve na stopničke po sezonah
| Sezona  | 1 | 2 | 3 | Skupaj |
| 2011-12 | - | - | 1 | 1      |
| 2012-13 | - | - | - | -      |
| 2013-14 | - | 1 | - | 1      |
| 2014-15 | - | - | - | -      |
| 2015-16 | - | - | - | -      |
| Skupaj  | - | 1 | 1 | 2      |